# 아타고 백운
아타고 백운(愛宕百韻)은, 일본 역사의 중요한 사건 가운데 하나인 혼노지의 변 직전, 아타고 산(愛宕山)에서 아케치 미쓰히데(明智光秀)가 읊었던 렌카(連歌) 《부하인백운》(賦何人百韻)의 통칭이다. '아케치 미쓰히데 장행 백운'(明智光秀張行百韻) 또는 '덴쇼 10년 아타고 백운'(天正十年愛宕百韻)이라고도 한다. 
'백운'이란 일본에서는 렌카 ・ 하이쿠(俳諧)에서 여러 사람이 돌아가며 한 수씩 연달아 지어 읊어서 1백 수의 노래를 하나의 세트처럼 엮은 형식을 가리킨다. 회지(懐紙) 네 장을 사용하여 쇼오리(初折)는 앞 8구 ・ 뒤 14구, 니노오리(二の折) ・ 산노오리(三の折)는 앞뒤 각 14구씩, 나머지 종이는 모두 앞 14구 ・ 뒤 8구를 쓴다.

## 개요
덴쇼(天正) 10년(1582년) 5월 24일(혹은 27일, 28일) 아케치 미쓰히데는 야마시로 국 아타고 산 고보(五坊)의 하나인 니시노보 이토쿠인(威徳院)에서, 아케치 미쓰요시(明智光慶), 히가시 유키즈미(東行澄), 사토무라 죠하(里村紹巴), 사토무라 쇼시쓰(里村昌叱), 이나와시로 겐뇨(猪苗代兼如), 사토무라 신젠(里村心前), 유겐(宥源), 이토쿠인의 승려 교유(行祐)와 함께 돌아가며 1백 수의 노래를 읊었다. 
표면적으로는 모리 공격을 앞두고 그 전승을 기원하는 것이었으나, 실은 오다 노부나가를 혼노지에서 쳐부수고자 하는 아케치 미쓰히데의 기원을 은밀하게 담은 것으로 전해지고 있다.
발구(発句)는 미쓰히데의 "이때는 바로 비가 발을 잠기는 5월이로다", 협수는 교유의 "水上まさる 庭の夏山", 세 번째는 사토무라 죠하의 "花落つる 池の流を せきとめて"였다. 미쓰히데의 이 발구는, 아케치의 혼세(本姓)인 '도키'에 빗대고, '비가 발을'에 '하늘이 발을'을 빗대어, 미쓰히데 자신의 주군인 오다 노부나가의 살해라는 숙원을 신 앞에 기청한 것이라 하며, 사오토모는 이를 위해 책문을 받았다고 한다. 이는 《속군서유종》에 담겨 있다. 

혼노지의 변이 후대의 일본 역사에 미친 파급력이나 그러한 대사건을 일으킨 장본인인 아케치 미쓰히데, 그리고 그가 죽음으로 몰아간 오다 노부나가라는 인물의 네임드로 인해, 일본 역사상 세상에 가장 널리 알려진 렌카로 여겨진다. 다만 미쓰히데의 진의와 'あめが下しる'와 'あめが下なる' 가운데 어느 것이 진짜 미쓰히데가 읊은 것이었는지는 논란이 있다. 일본의 중세문학 연구자 세타 가쓰히로(勢田勝郭)는 만약 발구에서 '天が下しる'(비가 발을 잠기는)라고 읊었다면, 노부나가를 대신해 자신이 '천하인'이 되고자 하는 미쓰히데의 야심이 그 렌카를 읊는 순간 즉시 그 자리에 모인 모든 사람들에게 공유되어 버리기 때문에(즉 모반 음모 누설), '天が下なる'(비가 발을 적시는)가 되어야 한다고 주장하였다. 《고레토 퇴치기》에서는 다음과 같이 쓰여져 있다. 
扨五月廿八日。登愛宕山。催一座之連歌。光秀發句云。時ハ今天下シル五月哉　今思惟之。即誠謀反之先兆也。何人兼悟之哉
하여 5월 28일, 미쓰히데는 아타고 산에 올라, 렌카 이치자(一座)를 열었으니, 미쓰히데의 발구는 이때는 지금 비가 발을 잠기는 5월이로다(時は今 天下しる 五月哉) 라. 이제사 이를 추량하매 이 구절이 바로 모반의 조짐이었더라.

'天が下しる'는 '천하를 다스린다'는 의미로, 미쓰히데의 결의를 나타내고, "때는 지금, 도키의 일족인 내(미쓰히데)가 천하를 다스려야 할 계절 5월이 되었다"의 뜻이지만, '天が下なる'라고 하면 "지금은 비가 발에 스미는 5월"이라는  뜻으로, 5월 비 내리는 풍경을 묘사한 것이 된다. 미쓰히데가 실각한 뒤, 혼노지의 변을 사전에 인지하고 있었다 하여 손가락질을 당했던 죠하가, 원래는 '天が下なる'라고 읊었던 것을 미쓰히데가 나중에 'しる'로 바꿔 썼다고 주장했다는 등, 《산교안 수필》(三曉庵随筆) 외의 여러 서적에 다양한 전설들이 보인다.
현재 유포되어 있는 《신초코키》에서는, 발구는 'ときは今 あめが下知る 五月哉', 협수는 행유의 '水上まさる 庭のまつ山', 셋째는 사토무라 죠하의 '花落つる 流れの末を 関とめて'가 되고 있다. 일본 문화에서 렌카 규칙상 발구와 협수는 같은 계절을 읊은 것이어야만 하도록 규정하고 있는데, 협수 ' 水上まさる 庭のまつ山'에서는 아예 계절이 등장하지 않아 명백하게 렌카 규칙상 허용될 수 없는 것이다. 세 번째인  '花落つる 流れの末を せきとめて'에는, "꽃이 떨어져 쌓이는구나. 저 떠내려가는 물을 막아야겠다(모반을 막아야겠다)"라거나, "꽃이 떨어지더라도 그 꽃이 떠내려가는(모반하는) 물의 흐름을 막고 싶구나"라는 해설도 보이고 있다. 
아타고 백운을 읊은 날짜에 관해서는 《고레토 퇴치기》나 《신쵸코키》 이하, 여러 편찬된 사서들이 일관되게 5월 28일로 쓰고 있는데, 아타고 백운의 사본에는 5월 28일로 되어 있지 않고 속군서유종본과 일본 국회도서관본은 5월 27일, 그 이외에는 5월 24일로 되어 있다.

## 관련 문헌
- 야마다 다카오 《렌카 개설》 이와나미 서점, 1937년,  [2] (재간: 1980년).
- 시마즈 다다오(島津忠夫) 교주 《렌카슈》 신초샤 신초 일본고전집성, 1979년,  [2] (신장판, 2020년).
- 가네코 케이타 「덴쇼 10년 아타고 백운」 《파도》 제13권 제12호(통산 120호), 1979년 12월, 16-18쪽.
- 籬悠子（秋里悠児） ‘아타고 백운을 읽다’ 《단바》 제21호, 2019년, 66-68페이지,  .
- 세다 가쓰카쿠 「『아타고 백운』의 주해와 재검토 」《나라 공업고등전문학교 기요》(奈良工業高等専門学校紀要), 제55호, 2020년 3월, 41-28페이지,  .

## 관련 항목
- 혼노지의 변
- 아케치 미츠히데
- 오다 노부나가
- 고레토 퇴치기.
- 신초코기 [2]